# Esercizi di stile
Esercizi di stile és una pel·lícula italiana col·lectiva en episodis realitzada el 1996 pels directors Volfango De Biasi, Dino Risi, Mario Monicelli, Luigi Magni, Sergio Citti, Claudio Fragasso, Pino Quartullo, Francesco Laudadio, Faliero Rosati, Alex Infascelli, Alessandro Piva, Maurizio Dell'Orso, Cinzia TH Torrini i Lorenzo Mieli.

## Argument
A partir d'una història de comiat, cada director desenvolupa un episodi sobre la mateixa temàtica que fa referència a un gènere i un escenari diferents. El títol i la idea de la pel·lícula estan inspirats en el llibre homònim de Raymond Queneau.

## Episodis
- Un addio nel West (homenatge a King Vidor) per Francesco Laudadio
- Era il maggio radioso per Luigi Magni
- L'alibi per Lorenzo Mieli
- In ginocchio da te... la vendetta per Pino Quartullo
- La guerra tra noi per Maurizio Dell'Orso
- Myriam per Dino Risi[4]
- Uno più bravo di me per Alessandro Piva
- Se son rose pungeranno per Alex Infascelli
- Idillio edile per Mario Monicelli
- Guardia e ladro per Claudio Fragasso
- Ti mangerei di baci per Cinzia TH Torrini
- Senza uscita per Volfango De Biasi
- Anche i cani ci guardano per Sergio Citti
- L'esploratore per Faliero Rosati

## Repartiment
- Elena Sofia Ricci: diversos personatge
- Massimo Wertmüller: diversos personatges
- Franco Diogene:
- Gloria Paul:
- Sal Borgese:
- Joanna Chatton: